# Здание Министерства государственных имуществ
Здание Министерства государственных имуществ — памятник архитектуры. Расположен в Санкт-Петербурге, на Исаакиевской площади, современный адрес дома — Большая Морская улица, 42, Исаакиевская площадь, 4, набережная реки Мойки, 87.

## Предыстория
В XVIII веке на 42 участке по Большой Морской улице было два двора. В начале 1740-х годов по просьбе купцов Ивана Чиркина, Потапа Бирюлина и Ивана Филипова на территории взамен сгоревшего в 1736 году Мытного двора построили здание для торговых лавок по проекту Джузеппе Трезини. Здание стояло перпендикулярно улице, длинным фасадом к площади. Первый этаж торцевых фасадов был выдвинут вперёд, наверх вели лестницы, огибающие углы дома. В 1770-е годы вместо въездных ворот со стороны дома 40 к лавкам пристроили трёхэтажные жилые флигели.
Владельцем лавок был Иван Родионович Чиркин; его сын Александр выкупил у прочих купцов их доли, завладев десятью из 12 лавок (может быть, 11, по количеству окон со стороны площади на чертежах), но после смерти Ивана Родионовича сыну и вдове в 1785 году пришлось сначала заложить, а потом продать владение.
Хотя сначала лавки выходили одним из фасадов на площадь, в 1762 году участок рядом с ними получил Феофемпт Васильевич Попов, который в следующее десятилетие застроил его с трёх сторон флигелями разной высоты. Фасад лавки Чиркиных, таким образом, стал выходить в Выгрузной переулок.
В 1790-х годах участком Чиркиных владели братья Шаровы, он был разделён на две части. В 1804—1806 годах торговыми рядами владела Прасковья Андреевна Лаврова, а жилой частью — Надежда Андреевна Воеводская. В 1820-х годах на этой территории была макаронная фабрика Беста. В 1834 году весь участок по завещанию достался подпоручику Ивану Антоновичу Воеводскому. Его участок был выкуплен казной в мае 1844 года за 115 000 рублей.
Домом Поповых с 1777 года владела дочь Феофемпта Васильевича, Прасковья, вышедшая замуж за грека Афанасия Гунаропуло. В 1806 году в доме жил Иван Андреевич Крылов, также среди обитателей был Александр Александрович Шаховской. В начале 1820-х годов здесь жил Андрей Иванович Штакеншнейдер, тогда же там жил некий Эттер, возможно, первый гид Санкт-Петербурга. В 1820-х годах участок унаследовали сыновья Егор, Афанасий и Феопент. К 1831 году владельцем стал Феопент Афанасьевич Гунаропуло единолично. К 1843 году он составил проект перестройки дома в стиле классицизма — вероятнее всего, перестройка была связана с постройкой по соседству Мариинского дворца. Проект не был реализован: Николай I решил расширить площадь и построить по его сторонам здания для Министерства государственных имуществ. Казна выкупила дом втрое дешевле, чем хотел владелец — за 99 939 рублей вместо запрошенных 300 000.

## Современное здание
Здание трапецеидальное в плане, повторяет конфигурацию участка, в нём есть внутренний двор. Главный фасад обращён на Исаакиевскую площадь. Построено по проекту Н. Е. Ефимова с использованием мотивов итальянского Возрождения в 1844—1853 годах (проект утвердили 10 августа 1844 года, а закончили к лету 1853 года), строилось с замыслом оформления городской площади. Ефимов также участвовал в возведении здания.
Внешний вид здания был вдохновлён одним из проектов Монферрана по переустройству восточной части Дворцовой площади (с постройкой здания Штаба гвардейского корпуса).
Дом украшен двумя ярусами пилястр, архитектурная обработка и интерьеров, и внешнего вида менее богата, чем одновременно и по проекту того же архитектора строившегося напротив дома министра государственных имуществ. В работах были задействованы А. И. Теребенёв, Д. И. Йенсен, А. Дылев.
С 1922 года в доме размещался институт опытной агрономии, сейчас — Всероссийский научно-исследовательский институт растениеводства имени академика Н. И. Вавилова. При институте есть Санкт-Петербургская научная сельскохозяйственная библиотека, хранится коллекция в 330 000 образцов семян и растений.
17 декабря 2002 года по распоряжению правительства РФ несколько зданий, включая здание Министерства государственных имуществ, перешло в ведение управления делами президента.